# فرشته (فیلم ۲۰۰۹)
«فرشته» (نروژی: Engelen) یک فیلم است که در سال ۲۰۰۹ منتشر شد.